# 過溝 (嘉義縣布袋鎮)
過溝，是臺灣嘉義縣布袋鎮的一個傳統地域名稱，位於該鎮北部。相較於今日行政區，其範圍大致包括中安里不含西南端、西安里西北大半部及東南端、東安里、考試里北部邊界地帶、貴舍里西南端。

## 歷史
台灣日治初期，過溝地區為一街庄（舊制街庄），稱為「過溝庄」，隸屬於白鬚公潭堡。該庄昔日北與栗仔崙庄、走賊宅庄、貴舍庄為鄰，東與樹林頭庄，南邊是考試潭庄、內田庄，西邊為掌潭庄。
1901年（日治明治三十四年）11月11日，全台設置二十廳，該庄隸屬於鹽水港廳。1904年（明治三十七年）4月1日，該庄編入「南勢竹區」，隸屬於鹽水港廳。1909年（明治四十二年）10月25日，全台整併二十廳為十二廳，該區、庄改隸屬於嘉義廳。1910年（明治四十三年）1月18日，各區管轄區域調整，該庄仍隸屬於嘉義廳的「南勢竹區」。1920年（大正九年）10月1日，全台廢十二廳改設五州二廳，該庄改制為「過溝」大字，隸屬於臺南州東石郡布袋庄（新制街庄）。
戰後布袋庄改制為布袋鄉，隸屬於臺南縣，大字亦改制為村。1948年（民國37年）10月18日，布袋鄉升格為布袋鎮，村亦改制為里。1950年（民國39年）10月25日，雲、嘉、南分治，布袋鎮改隸屬於嘉義縣。

## 聚落
本地區發展較早的聚落有過溝、金京林、鹽地仔、下厝仔等，在日治期初期的官方地圖上已有記載。

## 交通
省道台17線又稱「西部濱海公路」，是甲南至水底寮的幹道，經過本地區過溝聚落西側。由該道路北行可前往東石鄉、雲林縣口湖鄉西部、四湖鄉西部、臺西鄉等地；南行可前往布袋鎮市區、臺南市北門區、將軍區、七股區等地。
縣道157號是斗南至過溝的道路，其南側端點（終點）位於本地區過溝聚落的省道台17線轉角路口。由此北行可前往東石鄉東南部、布袋鎮貴舍地區、東石鄉東部、朴子市、六腳鄉、新港鄉、溪口溪、雲林縣大埤鄉、大埤鄉／斗南鎮邊界，並止於斗南市區南郊的省道台1線路口。
縣道161號是𧃽菜埔至新岑的道路，經過本地區東南端。由該道路北行可前往朴子市𧃽菜埔，並止於縣道157號、縣道168號共線路口；南行可前往布袋鎮東南部，並止於新岑南郊的省道台17線路口。
鄉道嘉18線是白水湖至樹林頭的道路，經過本地區過溝、鹽地仔等聚落。
鄉道嘉18-1線是金京林至考試潭的道路，全線位於本地區境內，其西側端點（起點）位於過溝聚落東北郊的鄉道嘉18線路口，東側端點（終點）位於本地區東南端的縣道161號路口。

## 學校
- 過溝國小